# Hrîstoforivka, Pokrovske
Hrîstoforivka (în ucraineană Христофорівка) este un sat în comuna Andriivka din raionul Pokrovske, regiunea Dnipropetrovsk, Ucraina.

## Demografie
Componența lingvistică a localității Hrîstoforivka
     Ucraineană (96,74%)
     Rusă (3,26%)
Conform recensământului din 2001, majoritatea populației localității Hrîstoforivka era vorbitoare de ucraineană (96,74%), existând în minoritate și vorbitori de rusă (3,26%).